# Урультун (озеро)
Урультун — горное озеро в правоборежье реки Момонтай, находится в северной части Сусуманского муниципального округа на северо-западе Магаданской области, в границах природного парка Омулёвский. Озеро имеет термокарстово-тектоническое происхождение. Площадь зеркала — 6,67 км², площадь водосбора составляет 96,8 км². Высота над уровнем моря — на отметке 944 м.

## География
Расположено в межгорной депрессии между горами и сопками, покрытыми лиственничным лесом, в южных отрогах хребта Черского. Город Сусуман находится в 113 км к югу.
Имеет серповидную форму, общая длина составляет около 9,8 км километра при максимальной ширине около 1 километра в центральной части около изгиба озера. Береговая линия слабо изрезанная. Имеется один маленький остров в северо-западной части.
Река Урультун, приток Омулёвки, протекает через озеро, впадая на северо-западе и вытекая на юге. Впадает также несколько ручьёв (Торный, Такан и другие).
Код озера в Государственном водном реестре РФ — 19010100411119000000250.